# ماتالا (شهرستان آسکینسکی، باشقیرستان)
ماتالا (به لاتین: Matala) یک منطقهٔ مسکونی در روسیه است که در باشقیرستان واقع شده‌است.